# Suficiencia (estadística)
En estadística, un estadístico suficiente es un estadístico que tiene la propiedad de la suficiencia con respecto a un modelo estadístico y su parámetro desconocido, es decir, que "ningún otro estadístico que puede ser calculado sobre la misma muestra proporciona información adicional sobre su valor". Se puede probar que un estadístico es suficiente por el teorema de factorización de Fisher-Neyman.